# Ares I-Y
Ares I-Y – anulowany drugi testowy lot rakiety Ares I. Początkowo miał odbyć się we wrześniu 2013 r., później start przełożono na marzec 2014 r.. Głównym celem lotu miał być test drugiego stopnia rakiety.
Do lotu planowano użyć rakiety w pełnej konfiguracji z makietą pojazdu Orion.
W grudniu 2009 roku lot anulowano, zaś jego cele przeniesiono na misję Ares I Prime.